# هتون، داربی‌شر
هتون (به انگلیسی: Hatton) یک روستا و محله مدنی در بریتانیا است که در South Derbyshire واقع شده‌است. هتون ۲٬۷۸۵ نفر جمعیت دارد.